# Jucef Ravaia
Jucef Ravaya (o Ravaia) (Catalunya, ? — Sicília, 1282) fou un funcionari jueu al servei del rei Pere el Gran, batlle reial a Besalú (1268) i a Girona (1276) i administrador del patrimoni reial (1272-76). Fou director general d'emprèstits, conseller reial i, de facto, tresorer (1276-82).
Fill d'Astruc Ravaia, membre d'una de les família Ravaya, una de les famílies jueves més poderoses de la història de Girona, els quals van exercir alts càrrecs en l'administració reial i local a les darreries del segle xiii. Van ser molt poderosos tant en de la comunitat jueva com en l'administració general del regne.
El seu pare, Astruc Ravaya, fou batlle de Girona (1276-86), i el seu germà Mossé, de facto batlle general de Catalunya (1276-83), col·lector del bovatge (1277-82) i venedor de rendes reials del 1277 al 1289.